# 1575年瓦爾迪維亞大地震
1575年瓦爾迪維亞大地震是1575年12月16日發生在南美洲智利的大型逆衝區地震（Megathrust earthquake），地震規模約大8.5，估計震央座標為39°48′S 73°12′W / 39.800°S 73.200°W，在地震發生之後巨大海嘯向瓦爾迪維亞河推進為25公里就抵達了智利瓦爾迪維亞，而餘震持續40天左右。